# Grumixameira
A grumixama (Eugenia brasiliensis Lam., da família Myrtaceae) é uma árvore brasileira da floresta pluvial da Mata Atlântica, também chamada xaneira de nega, grumixaba, grumixameira, cumbixaba, ibaporoiti e gurumixameira.
Árvore de até 15 metros de altura, nativa das matas primárias desde a Bahia até Santa Catarina, em mata aluviais e encostas suaves, é, hoje, rara. Possuem três variedades, a xaneira anã, xaneira amarela e a xaneira grande.
Seus frutos - pequenas bagas esféricas roxas-escuras, com polpa aquosa levemente ácida e de uma ou duas sementes -, além do consumo humano, atraem a avifauna.
Sua madeira também é usada em marcenaria e carpintaria. 

## Etimologia
"Grumixama" se origina do tupi antigo komixã.